# 계동길 (서울)
계동길(桂洞길, Gyedong-gil)은 서울특별시 종로구 운니동 14-3에서 계동 4-3까지를 잇는 도로다. 도로명은 법정동 계동의 명칭을 인용하여 붙여졌다.

## 연혁
- 2010년 7월 2일 : 도로명 주소 고시

## 주요 경유지
서울특별시
- 종로구 (운니동 - 계동)

## 노선
| 교차로    | 접속 노선 | 소재지 | 소재지 | 비고             |
| --------- | --------- | ------ | ------ | ---------------- |
|           | 율곡로    | 종로구 | 가회동 | 교차로 이름 없음 |
|           | 북촌로4길 | 종로구 | 가회동 | 교차로 이름 없음 |
| 창덕궁1길 |           | 종로구 | 가회동 | 교차로 이름 없음 |
|           | 창덕궁길  | 종로구 | 가회동 | 교차로 이름 없음 |

## 부속도로
- ● : 전 구간 해당
- ▲ : 일부 구간 해당
- ✖ : 해당 없음

| 도로명  | 기점      | 종점        | 총연장 (m) | 차량 통행 가능 | 일방통행 | 소재지 | 소재지 |
| ------- | --------- | ----------- | ---------- | -------------- | -------- | ------ | ------ |
| 계동2길 | 계동 82-3 | 계동 140-16 | 146        | ●              | ✖        | 종로구 | 가회동 |
| 계동4길 | 계동 4-1  | 계동 35-2   | 136        | ✖              | ✖        | 종로구 | 가회동 |
| 계동6길 | 계동 50-3 | 계동 2-33   | 94         | ✖              | ✖        | 종로구 | 가회동 |

## 주요 건물 및 시설
- 계동교회 (서울특별시 종로구 계동길 81)
- 인촌선생고거 (서울특별시 종로구 계동길 84-6)
- 대동세무고등학교 (서울특별시 종로구 계동길 84-10)
- 서울빌라 (서울특별시 종로구 계동길 128)
- 번영주택 (서울특별시 종로구 계동2길 15)